# Ignasi Coll i Portabella
Ignasi Coll i Portabella   (Sevilla, 16 d'agost de 1856 - Barcelona, 24 d'agost de 1943) fou un empresari català.

## Biografia
Pertanyia a una família catalana que s'havia establert temporalment a Sevilla i que tornà a Barcelona quan era petit. El 1860, el seu pare creà la manufactura de draps de llana Ignacio Coll y Cía, que el 1893 esdevingué societat comanditària. Aleshores Ignasi Coll va decidir ampliar el negoci a la filatura d'estam, mercat que fins aleshores era en mans d'empreses estrangeres. També va participar en Cerillas y Fósforos, S.A, que finalment acabaria com a monopoli de l'Estat. Es casà amb Maria Assumpció Castell Solà, filla del marquès de Vilanova i la Geltrú. El 1905, Josep Graner i Prat li va construir una casa a la Gran Via de les Corts Catalanes, 449-451 de Barcelona.
L'any 1902 Ignasi Coll juntament amb Julio Bielsa Perun va sol·licitar la concessió de vuit salts, cadascun de 200 m³/s, que utilitzarien per construir sengles centrals elèctriques. Ocupaven el tram del riu Ebre entre la desembocadura del Segre fins a l'assut de Xerta. La concessió els va ser concedida l'any 1904, però el projecte no va obtenir finançament. Riegos y Fuerzas del Ebro va voler adquirir aquestes concessions el 1911, però no pogué fer-ho perquè el preu demanat per Alfred Parrish -financer britànic que havia obtingut l'opció de compra de les concessions -</ref> fou massa alt. Bastant anys més tard, Riegos y Fuerzas del Ebro va acabar comprant les concessions.
Entre 1905 i 1910 també dirigí Miklas y Mussolas Sociedad en Comandita, també coneguda com La Bohemia. El 1910, aquesta empresa es va fusionar amb altres cerveseres per formar la societat anònima Damm, de la que en formà part del consell d'administració. També ocupà càrrecs directius al Banco Hispano Colonial (1934), al Banco Urquijo de Barcelona (1919), Companyia dels Camins de Ferro del Nord d'Espanya, CAMPSA i fou conseller del Banc d'Espanya a Barcelona (1933). També fou regidor de l'ajuntament de Barcelona en 1930. El 1924 va rebre la Gran Creu d'Isabel la Catòlica.
Quan va esclatar la Guerra civil espanyola el 1936 es va veure obligat a fugir de Catalunya i la Damm van ser col·lectivizada. Quan va acabar el conflicte va recuperar el control de les seves antigues empreses.